# En (jezik)
En jezik (nung ven; ISO 639-3: enc), tajski jezik skupine kadai, kojim govori oko 200 ljudi (1998 J. Edmondson) u vijetnamskom selu Noi Thon u provinciji Cao Bang, nekih 20 kilometara istočno od grada Ho Quang. 
En je jedan od osam jezika podskupine yang-biao. Otkrio ga je 1990.-tih (kada i jezik xapho [lgh]) profesor Jerold Edmondson. Ime etničke grupe Nung Ven označava ‘Nunge sa srebrnim naušnicama’ (‘the Nung with the ear rings,’), a odnosi se na velike srebrne naušnice koje nose žene iz ovog plemena

## Vanjske poveznice
- Ethnologue (14th)
- Ethnologue (15th)